# Елизабета Хауард
Елизабета Хауард, грофица од Вилтшира (енгл. Elizabeth Boleyn, Countess of Wiltshire; око 1480 - 3. април 1538) је била енглеска племкиња и мајка краљице Ане Болен, а баба Елизабете I од Енглеске.
О њеном животу се не зна много, осим података из живота њене деце и њеног супруга, успешног дипломате на двору Хенрија Осмог. Врло млада је постала дворска дама, а верује се да се око 1498. венчала са Боленом. По његовим речима, Елизабета је имала доста побачаја, и једино седморо њихове деце није умрло на рођењу, тачније само је троје доживело зрело доба. Видевши нагли успон и пад своје породице, Елизабета се 1536. повукла на село, где је умрла у миру. Сахрањена је у породичној капели Хауардових, која је данас претворена у музеј.